# Ace Ventura: When Nature Calls
Ace Ventura: When Nature Calls (bra: Ace Ventura 2 - Um Maluco na África) é um filme estadunidense de 1995, que é a sequência do filme estadunidense de 1994 Ace Ventura: Pet Detective. Jim Carrey reprisa seu papel como o personagem-título Ace Ventura, um detetive que é especialista em recuperação de animais domésticos ou cativos. 

## Sinopse
Após falhar na tentativa de salvamento de um guaxinim, Ace Ventura sofre um abalo emocional e retira-se a um mosteiro situado no Himalaia (uma referência ao filme Cliffhanger). Ele volta a ação e parte numa missão na África, para encontrar o grande morcego branco sagrado Shikaka, animal sagrado para as tribos Wachati e Wachootoo, de Níbia (país fictício africano). O morcego branco fora prometido como presente do casamento entre a princesa dos Wachati e o filho mais velho dos Wachootoo.
O desaparecimento do morcego é considerado uma maldição por parte dos Wachootoo; caso não seja recuperado, eles declarariam guerra aos Wachati.

## Elenco
- Jim Carrey .... Ace Ventura
- Ian McNeice .... Fulton Greenwall
- Simon Callow .... Vincent Cadby
- Maynard Eziashi .... Ouda
- Bob Gunton .... Burton Quinn
- Sophie Okonedo .... Princesa Wachati
- Tommy Davidson .... Guerreiro Pigmeu
- Adewale Akinnuoye-Agbaje .... Hitu
- Danny D. Daniels .... Dr. Wachootoo Witch
- Sam Motoana Phillips .... Chefe Wachootoo
- Damon Standifer .... Chefe Wachati
- Andrew Steel .... Mick Katie
- Bruce Spence .... Gahjii
- Tom Grunke .... Derrick McCane
- Arsenio 'Sonny' Trinidad .... Ashram Monk

## Recepção

### Bilheteria
O filme teve um fim de semana de abertura bruta nos Estados Unidos de $37,804,076, com uma bilheteria total nos Estados Unidos de $108,360,063.

### Crítica
O filme recebeu críticas mistas a negativas dos críticos. Ele detém actualmente uma classificação de 33% Rotten baseado em 24 avaliações. No Metacritic, tem uma pontuação de 45 entre 100 dos críticos.

## Prêmios e indicações
MTV Movie Awards
- "Melhor Ator" e "Melhor Comediante" (Jim Carrey, em ambos).
- Indicado na categoria de "Melhor Beijo" (Jim Carrey e Sophie Okonedo).

Framboesa de Ouro
- Indicado na categoria de "Pior Remake ou Sequência".